# فابيو ماوري
فابيو ماوري (بالإيطالية: Fabio Mauri) (و. 1926 – 2009 م) هو كاتب، وكاتب سيناريو، وفن تركيبي من إيطاليا، ومملكة إيطاليا، ولد في روما، توفي في روما، عن عمر يناهز 83 عاماً.

## وصلات خارجية
- فابيو ماوري على موقع IMDb (الإنجليزية)
- فابيو ماوري على موقع كينوبويسك (الروسية)

- فابيو ماوري في قاعدة بيانات الأفلام على الإنترنت